# Clement Reid
Clement Reid (6 janvier 1853 - 10 décembre 1916) est un géologue et paléobotaniste britannique.

## Biographie
Reid est né à Londres en 1853. Son grand-oncle est Michael Faraday. Ses circonstances familiales l'amènent à être en grande partie autodidacte, mais il peut néanmoins rejoindre le British Geological Survey en 1874 et être employé à l'élaboration de cartes géologiques dans diverses régions du pays. En 1894, il est nommé géologue et en 1901, géologue de district. Il prend sa retraite en 1913 .
Il s'intéresse particulièrement aux gisements géologiques tertiaires et à leur paléontologie.
Il reçoit le Murchison Fund en 1886, remporte la médaille Bigsby en 1897, est élu membre de la Geological Society en 1875 et est vice-président de la Société géologique de Londres en 1913–1914. Il est élu membre de la Linnean Society en 1888. En 1899, il est élu membre de la Royal Society. De 1899 à 1909, Reid entreprend l'analyse des vestiges archéobotaniques de la ville romaine de Silchester .
En 1913, il publie son livre « Forêts submergées » dans lequel il postule un pont terrestre noyé entre l'est de l'Angleterre et le continent européen. Sa carte conceptuelle de ce qu'on appelle aujourd'hui " Doggerland " s'est avérée remarquablement proche de la réalité actuellement connue.
Il est mort à Milford on Sea, Hampshire en 1916. Il épouse à St Asaph en 1897 Eleanor Mary Wynne Edwards. Elle est elle-même boursière et remporte la médaille Lyell pour son travail après la mort de Reid .